# Verzorgingsplaats Bosserhof
Verzorgingsplaats Bosserhof is een Nederlandse verzorgingsplaats aan de A2 Maastricht-Amsterdam tussen afrit 45 en knooppunt Het Vonderen in de gemeente Echt-Susteren. Bij de parkeerplaats is een tankstation van Esso aanwezig.
De parkeerplaats is in het voorjaar van 2007 gesloopt om plaats te maken voor knooppunt Het Vonderen in verband met de aanleg van de A73-Zuid. Rijkswaterstaat heeft de verzorgingsplaats eind 2008 enkele honderden meters zuidelijker geplaatst. De op- en afritten tussen afrit 45, de verzorgingsplaats en het knooppunt zijn vanwege de beperkte ruimte met elkaar verbonden en lopen in elkaar over door middel van een weefvak.
Richting Eijsden:
Haarrijn · 
IJsselstein · 
Bisde · 
De Lucht West · 
Velder · 
't Haasje · 
Roevenpeel · 
Ellerbrug · 
Het Anker · 
Vossedal · 
Knuvelkes
Richting Amsterdam:
Patiel · 
Meerssen · 
Kruisberg · 
Swentibold · 
Bosserhof ·
Meiberg · 
Groote Bleek · 
Ooiendonk · 
De Lucht Oost · 
Lingehorst · 
Jutphaas · 
Ruwiel